# Campionato mondiale giovanile di scherma 1960
Il Campionato mondiale juniores di scherma del 1960' ("1960 World Juniors Fencing Championships" è stato organizzato dalla Federazione internazionale della scherma e si è svolto a Leningrado in Unione Sovietica dal 15 al 19 aprile.
Nel fioretto, si sono aggiudicati i titoli del campionato mondiale il magiaro Laszlo Kamuti, che ha battuto in finale il francese Jean-Claude Magnan, e la sovietica Alla Schepeleva-Koroleva che ha avuto la meglio sull'italiana Antonella Ragno-Lonzi.
Nella spada il rumeno Bela Gurath ha battuto in finale lo svedese Axel Wahlberg, ottenendo il titolo mondiale juniores maschile..
Nella sciabola il magiaro Miklós Meszéna prevale sul polacco Janusz Majewski.

## Podi

### Uomini
| Specialità  | Oro            | Argento            | Bronzo             |
| Individuali |                |                    |                    |
| Fioretto    | Laszlo Kamuti  | Jean-Claude Magnan | Jürgen Brecht      |
| Spada       | Bela Gurath    | Axel Wahlberg      | Aleksej Nikančikov |
| Sciabola    | Miklós Meszéna | Janusz Majewski    | Oleg Glazov        |

### Donne
| Specialità  | Oro                      | Argento               | Bronzo            |
| Individuali |                          |                       |                   |
| Fioretto    | Alla Schepeleva-Koroleva | Antonella Ragno-Lonzi | Katalin Szalontay |

## Medagliere
| Pos.   | Nazione          | Oro | Argento | Bronzo | Totale |
| ------ | ---------------- | --- | ------- | ------ | ------ |
| 1      | Ungheria         | 2   | 0       | 1      | 3      |
| 2      | Unione Sovietica | 1   | 0       | 2      | 3      |
| 3      | Romania          | 1   | 0       | 0      | 1      |
| 4      | Francia          | 0   | 1       | 0      | 1      |
| 4      | Svezia           | 0   | 1       | 0      | 1      |
| 4      | Italia           | 0   | 1       | 0      | 1      |
| 4      | Polonia          | 0   | 1       | 0      | 1      |
| 8      | Germania         | 0   | 0       | 1      | 1      |
| Totale | Totale           | 4   | 4       | 4      | 12     |